# Phumosia unicolor
Phumosia unicolor är en tvåvingeart som först beskrevs av Zumpt 1951.  Phumosia unicolor ingår i släktet Phumosia och familjen spyflugor.
Artens utbredningsområde är Madagaskar. Inga underarter finns listade i Catalogue of Life.